# Franz Sandböck

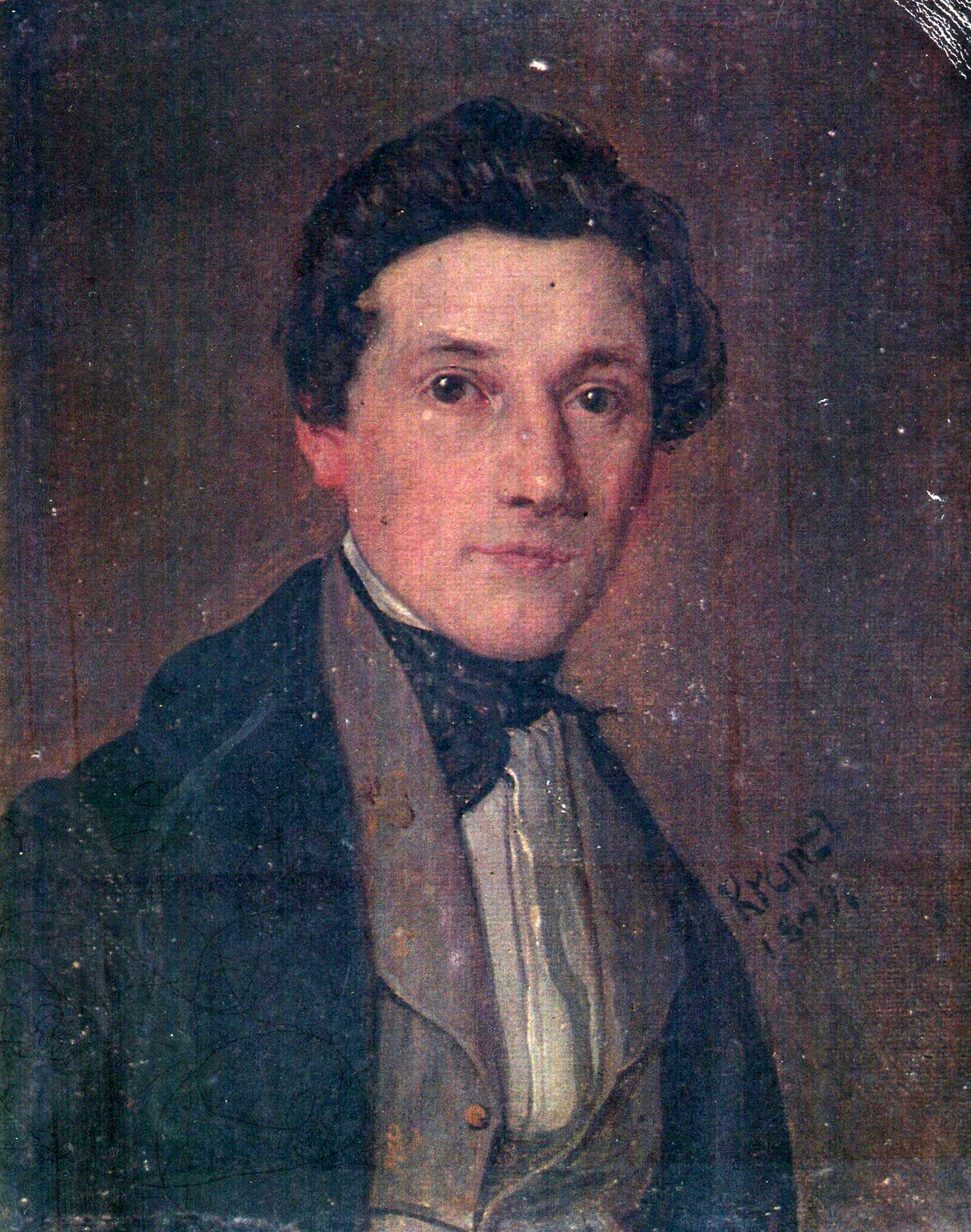
Franz Sandböck (1849)

Franz Sandböck, auch Franz Sandbök (* 24. September 1817 in Prambachkirchen; † 28. Juli 1891 in Wels) war ein österreichischer Buchhändler und Verleger.

## Leben
Franz Sandböck wurde 1817 als Sohn des Gmundener k.k. Salzverschleissamts-Verwalters Franz Xaver Sandböck (1791–1859) und der Maria Franziska geb. Schiffmann (1787–1863) in Baumgarten, Gemeinde Prambachkirchen als Ältester von vier gemeinsamen Kindern geboren. Er begann 1834 eine Lehre als Buchhändler beim späteren Linzer Bürgermeister Vinzenz Fink in Linz und blieb auch nach Abschluss der Lehrzeit bei Fink beschäftigt. 1846 erwarb Sandböck die Greis'sche Buchhandlung in Steyr. Am 13. Jänner 1847 heiratete er in Linz Fink's Nichte Maria Stehle (1824–1852), Tochter des Beamten der Innerberger Hauptgewerkschaft in St. Gallen Johann Stehle und der Theresia geb. Lindemayr. 1849 erwarben die Eheleute Sandböck von Maria Stehle's Geschwistern das Haus Stadtplatz 40 (heute: Stadtplatz 33) in Steyr. Am 1. Oktober 1851 eröffnete Sandböck die erste Leihbücherei in Steyr und gründete einen Buch- und Musikverlag. Am 20. Juli 1852 starb seine noch junge Frau und hinterließ Franz Sandböck die beiden gemeinsamen Kinder Maria und Franziska.
Aufgrund seines erfolgreichen Buch- und Papierhandels wurde Sandböck 1856 zum Handels- und Wechselgerichtsbeisitzer in Steyr ernannt und 1857 in den Steyrer Gemeinderat gewählt.
Am 6. Juli 1869 heirateten die beiden Töchter Sandböcks in einer Doppelhochzeit. Maria ehelichte den Ingenieur der Kronprinz-Rudolf-Bahn Johann Neustifter. Ihre Schwester Franziska (* 27. Dezember 1850 in Steyr, † 27. Oktober 1894 in Wels) heiratete den Welser Tuchhändler Leopold Gruber.
Sandböck verkaufte 1869 die Sandböksche Buchhandlung an seinen ehemaligen Lehrling Viktor Stigler. 1872 übersiedelte er nach Wels und übernahm dort eine neu gegründete Agentur der Industrie- und Kommerzialbank, welche jedoch dem Börsenkrach vom Mai 1873 zum Opfer fiel und im Juli 1873 in Konkurs ging.
Sandböck verbrachte seinen Lebensabend in Wels und liegt in der Gruft der Familie Gruber am Stadtfriedhof Wels begraben.
Die Sandböksche Buchhandlung feierte 1977 ihr 150-jähriges Bestehen und blieb noch bis ca. 1980 bestehen.

## Auszeichnungen
- Goldenes Verdienstkreuz mit der Krone durch Kaiser Franz Josef I. (1868)